# Jan Špika
Jan Špika (* 14. května 1950 České Budějovice) je český politik ODS, v letech 2006-2010 poslanec Parlamentu ČR za Jihočeský kraj.

## Biografie
Roku 1973 dokončil studium na elektrotechnické fakultě Vysokého učení technického v Brně. V období let 1973-1977 byl zaměstnancem Krajské vojenské ubytovací a stavební správy. Pak byl více než dvacet let zaměstnán na různých pozicích v podniku Jihočeská energetika, přičemž od roku 1990 zde působil jako technický náměstek a od roku 1992 jako ředitel státního podniku Jihočeské energetické závody. Roku 1994 se stal předsedou představenstva generálním ředitelem akciové společnosti Jihočeská energetika. V této firmě setrval do roku 2004. Od července 2004 pracoval jako externí poradce firmy E.ON. Na tomto postu působil i k roku 2006.
Je ženatý, má dceru a syna.
Od roku 1993 je členem ODS. V komunálních volbách roku 2002 a komunálních volbách roku 2006 byl za ODS zvolen do zastupitelstva města České Budějovice. Neúspěšně sem kandidoval v komunálních volbách roku 2010. Profesně se k roku 2002 uvádí jako manažer, následně k roku 2006 coby poslanec a roku 2010 coby podnikatel. V roce 2006 se uvádí i jako městský radní.
Ve volbách 2006 se stal členem dolní komory českého parlamentu (volební obvod Jihočeský kraj). Byl členem výboru pro sociální politiku, hospodářského výboru a v letech 2008-2010 i výboru pro evropské záležitosti. Ve sněmovně setrval do voleb v roce 2010.
Roku 2010 média informovala, že Jan Špika byl pravděpodobně ve střetu zájmů, když v rámci projednávání novely zákona o podpoře obnovitelných zdrojů energie podpořil pozměňovací návrh, který byl výhodný pro firmu Lumen. V ní přitom působil jako spolumajitel a předseda dozorčí rady. Firma se zaměřovala na výstavbu solárních elektráren. Špika možný střed zájmů odmítl. Své působení v soukromé firmě prý oznámil předem a při hlasování měl jen hlas jednoho poslance. Jako jeho poslanecký asistent působil do roku 2010 vlivný představitel jihočeské ODS Pavel Dlouhý.